# Pussella quadrispinosa
Pussella quadrispinosa is een mosselkreeftjessoort uit de familie van de Pussellidae. De wetenschappelijke naam van de soort is voor het eerst geldig gepubliceerd in 2008 door Hu & Tao.